# Поле (сельское хозяйство)

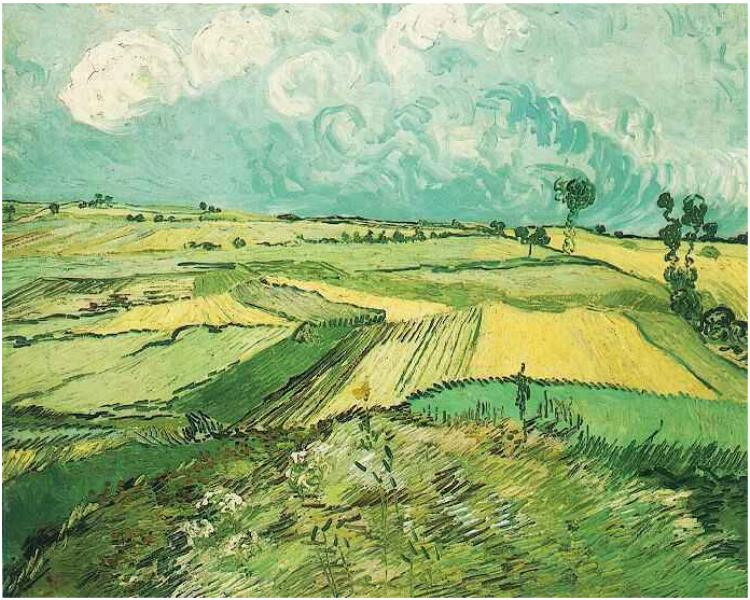

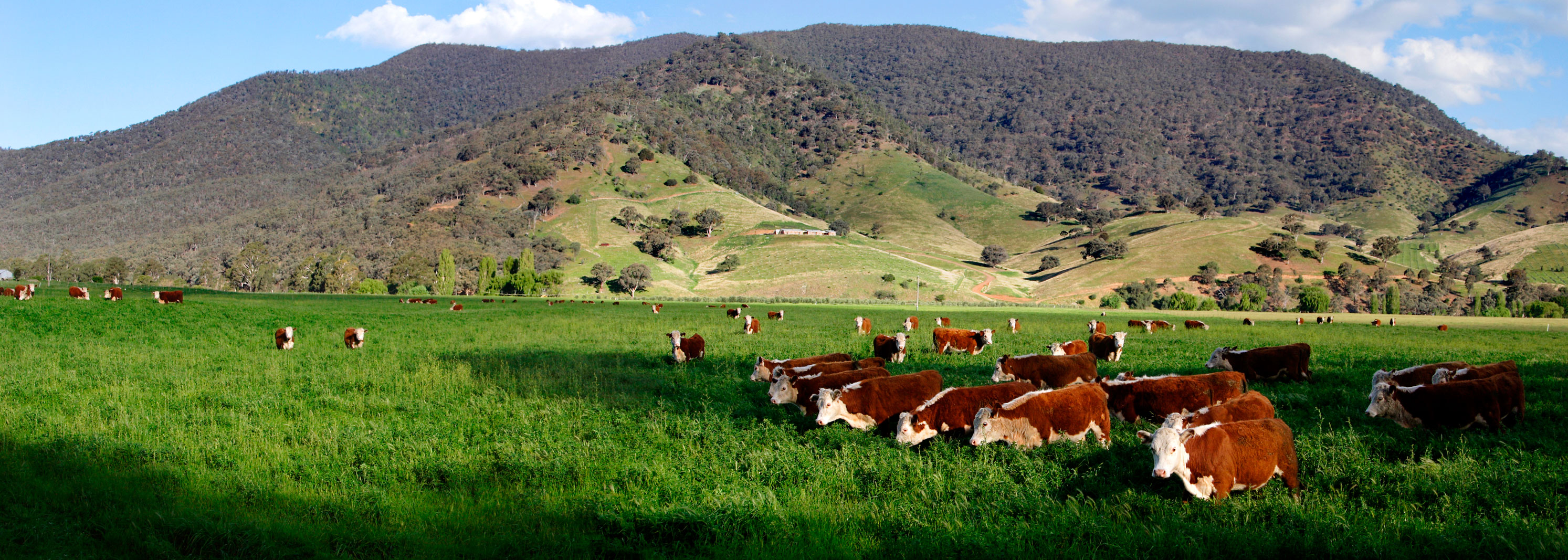
Пастбище

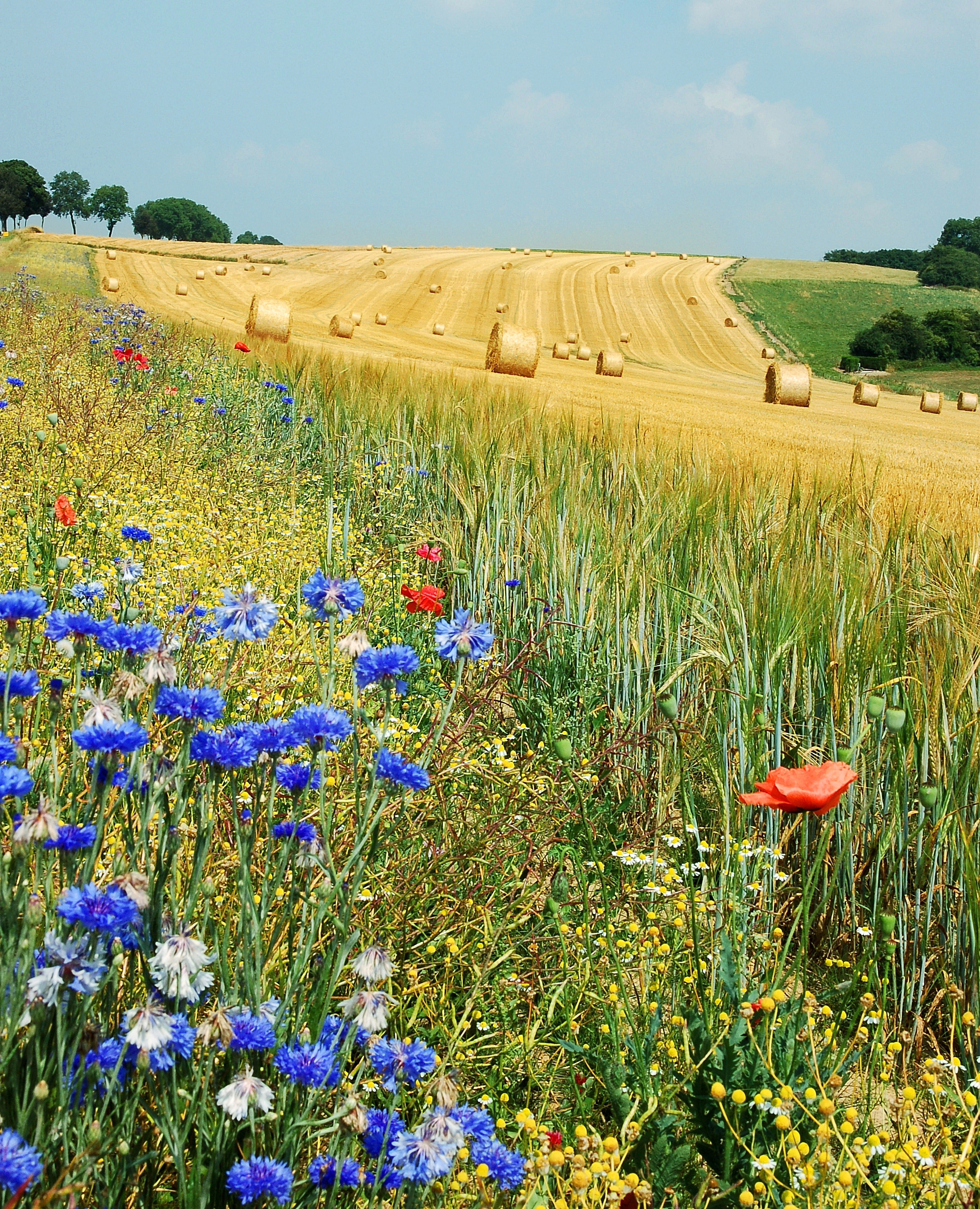
Летнее поле

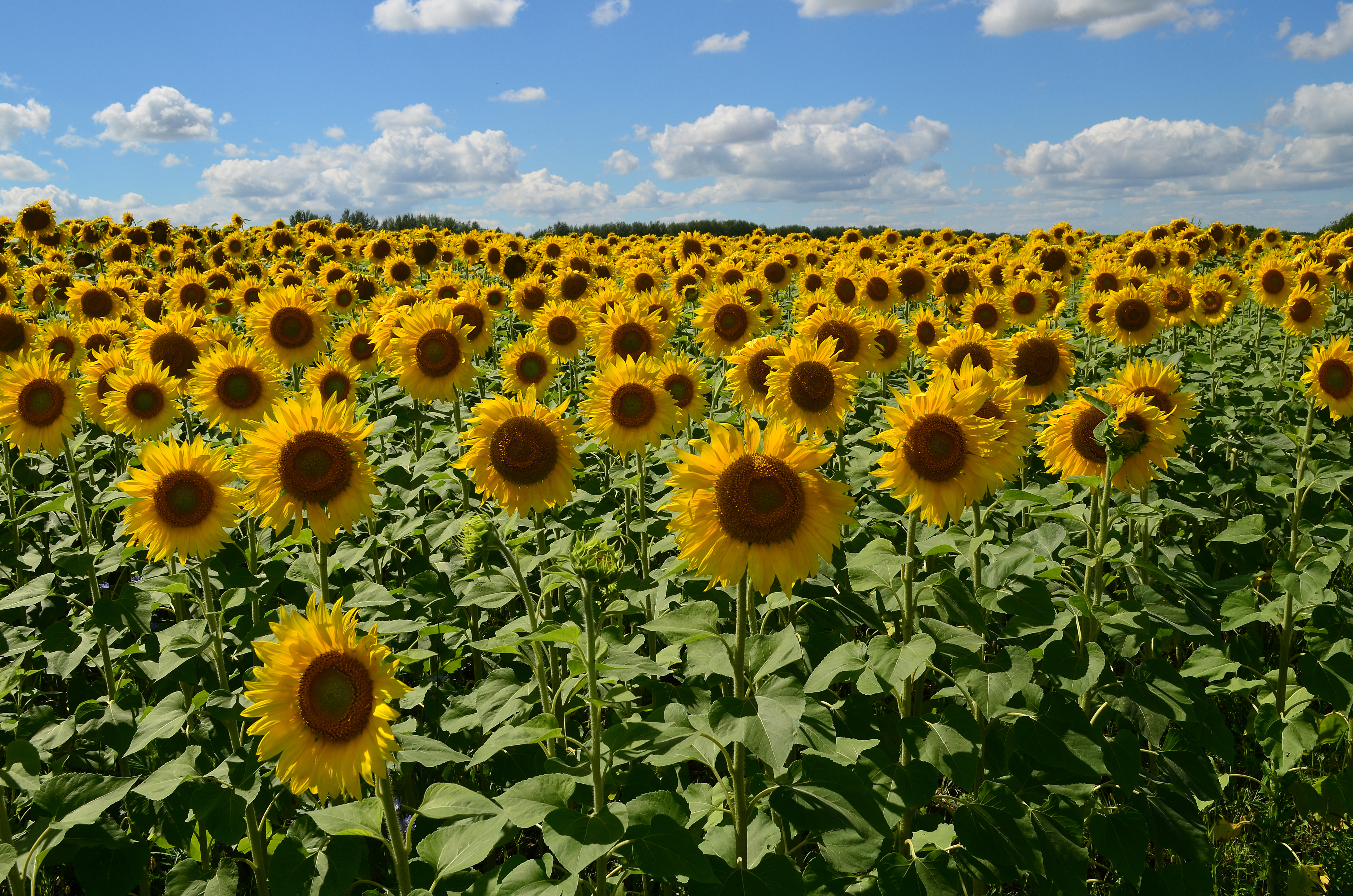
Поле подсолнечника

Поле — безлесный, обычно достаточно ровный и обширный участок земли, территория которого используется для сельскохозяйственных целей. Один из основных видов сельскохозяйственных угодий наряду с лугами, садами и выгонами.
Слово поле произошло от общеславянского *polje «открытое, свободное (от леса) место», которое произведено от *polъ «открытый, свободный, пустой», так как изначально поле формировалось посредством «пламени», «пала», то есть способом подсечно-огневого земледелия.
В сельскохозяйственном обороте поля могут использоваться для:
- Выращивания на пахотных землях ряда сельскохозяйственных культур — в основном злаков и бобовых;
- Выпаса скота на пастбищах.

Незасеянные пахотные земли могут оставляться под паром.
Для возделывания некоторых влаголюбивых культур требуются особый вид заливных полей.
Участки местности используемые для выращивания винограда, хмеля и других лазящих и вьющихся растений обычно выделяют в особый вид угодий, называемых: виноградник, хмельник и т. д., которые тем не менее могут рассматриваться как разновидность сельскохозяйственных полей.
Для улучшения водорегулирования равнинных полей и защиты от эрозии почвы могут применяться лесонасаждения.